# Jean de Montauban (1412-1466)
Jean de Montauban, chevalier né en 1412, mort en mai 1466 à Tours, nommé amiral de France le 8 octobre 1461.

## Biographie
Fils de Guillaume de Montauban (mort en 1432) et de sa seconde femme Bonne Visconti de Milan (fille de Carlo seigneur de Parme et Béatrice d'Armagnac ; petite-fille de Barnabé), il épousa vers 1440 Anne de Kerenrais, dame de Kerenrais et de Rigaudière (m. 1503).

Attaché à la cour du roi de France, il fut nommé Maréchal de Bretagne en 1447 mais résigna son office en 1451 pour passer Chambellan de Charles VII. Il deviendra sous Louis XI dont il fut l'ami et le collaborateur, grand maître des Eaux et Forêts et amiral de France en 1461 puis ambassadeur en Castille en 1463.

« A tres haut, tres puissant prince, et nostre tres chier et tres ame frere, cousin et alye, Henry, par la grace de Dieu, roy de Castelle et de Leon, ... nous envoyons presentement par devers vous nostre chier et bien ame cousin le seigneur de Montauban, admiral de France, et combien qu'il n'y a seigneur en France, ne nostre frere, ne autre, ou ung filz, si nous l'avions, que n'y eussions voulentiers envoye pour vous faire tout l'onneur qui nous est ou monde possible, toutesvoies, pour ce que ledit admiral nous a servy en nostre neccessite, et que avons en lui toute fiance, nous le vous envoyons, et lui avons baille toute puissance. ... »

— Lettre de Louis XI datée de l'abbaye royale de Celles-sur-Belle le 6 janvier 1463 (Minute. Bibliothèque nationale, Fr.20427, fol.45)
Il fut envoyé par Louis XI à Milan en 1464 de sorte que soit conclue la ratification du traité de paix et d'alliance entre le duc François Ier Sforza et le roi de France. 
Il fut inhumé au couvent des Carmes fondé par son père à Dol suivant son testament daté du 18 avril 1466, et par lequel il lègue au couvent 100 écus par an pendant vingt ans pour achever son édification.
Sa fille unique Marie de Montauban, épousa en premières noces Louis de Rohan, seigneur de Guémené, mais omit d'accomplir les dernières volontés de son père ; les Carmes le lui rappelèrent dans une requête où ils demandent les rentes qui leur sont dues, « afin qu'ils puissent parfaire et accomplir leur église » dont ils reconnaissent que le sire de Rohan-Guemené est fondateur à cause de sa femme. Mariée en secondes noces à Georges II de La Trémoille, elle finira ses jours dans un reclusoir.

## Armoiries
Armoiries : écartelé aux 1 et 4 de Montauban et aux 2 et 3 de Milan.